# Бартоломью, Дэйв
Дэйв Бартоломью (англ. Dave Bartholomew; 24 декабря 1918, Эдгард, Луизиана, США — 23 июня 2019, Метери, Джефферсон, Луизиана, США) — американский музыкант, композитор и аранжировщик. 

## Биография
Родился в городе Эдгард, штат Луизиана, США. Участвовал во Второй мировой войне. После войны обосновался в Новом Орлеане, где создал свой джаз-бэнд. Работал в жанрах ритм-н-блюз, джаз, рок-н-ролл. Дэйв писал песни для многих музыкантов Нового Орлеана, но из них лишь Фэтс Домино достиг всемирной известности. Дэйв был автором большинства хитов Фэтса Домино. Его имя присутствует в Зале славы рок-н-ролла. Более 50 композиций, написанных им в соавторстве с Фэтс Домино, попадали в американский Billboard Hot 100.